# Germansk järnålder
Germansk järnålder kallas den period som varade mellan år 400 och 800 e.Kr. i norra Europa. Den tar vid efter den romerska järnåldern i samband med Romarrikets (Västroms) nedgång och fall, samt framväxten av de germanska kungadömena i västra Europa. Den inleder sedan den yngre järnåldern. I Skandinavien börjar vikingatiden efter den germanska järnåldern. Perioden omnämns också som folkvandringstiden. Runtom i Europa omkring 500 e.Kr. inträffade den egentliga germanska folkvandringstiden. 
Den kan indelas i en yngre och en äldre period. Äldre germansk järnålder kan hänföras till tiden omkring 400 - 550/750 e.Kr. För nordiska järnåldersförhållanden innebär i Danmark äldre germansk järnålder tidsspannet mellan ca 400 och 600 e. Kr., emedan yngre germansk järnålder innebär tidsspannet mellan ca 600 och 800 e. Kr. I Sverige används vanligen begreppen folkvandringstid och vendeltid för ungefärligen motsvarande perioder. I Norge motsvaras perioden ungefärligen av den i tre faser indelade merovingertiden.
Äldre germansk järnålder i södra Skandinavien var rent kulturellt sett en fortsättning på den yngre romerska järnåldern. Fynden från perioden är mycket sparsam, med fynden av guld med praktfibulor, brakteater, hals-, och armringar eller betalningsguld som var nedlagda såsom offer eller värdedepåer. Några fynd har gjorts av silverdepåer. Detta visar också att silvret varit en ädelmetall som använts som betalningsmedel. 
Gravfynden är sällsynta från denna period. De gravfynd man gjort är både fynd från likbränning och jordgravsfynd. Gravföremålen är få.
Handeln och kontakterna med utlandet går via två vägar söder ut: den ena går via Nordsjön mellan England och Nederländerna och nordvästra Tyskland och med hela Skandinavien, den andra en mera lokalt präglad väg mellan Nordtyskland och Danmark. De importföremål som var vanligast var uteslutande vapen, guld och bronskedjor och glas.
Periodens motivförråd har rötter i den yngre romerska järnåldern. Det gäller framför allt guldsmyckenas ädelstenstil. Det är en rik stämpeldekoration kombinerad med djurhuvuden. Dessa kan ses på bland annat silverfibulor. Andra ledmotiv är den så kallade Nydamstilen, som kan ses på de stora reliefspännena.